# جمال نالجا
جمال نالجا (بالتركية: Cemal Nalga)‏ مواليد 16 سبتمبر 1987 في إزمير، هو لاعب كرة سلة تركي. بدأ مسيرته الاحترافية في سنة 2003. يبلغ طوله 6 قدم 10 بوصة (2.1 م). حقق المركز الأول في ألعاب البحر الأبيض المتوسط 2013.

## المسيرة الاحترافية
لعب مع غلطة سراي لكرة السلة في الدوري التركي من سنة 2006 إلى 2009، ثم لعب مع ألبا برلين في الدوري الألماني في موسم 2009–2010، ثم لعب مع ليتوفوس رايتس في موسم 2010–2011، ثم لعب مع بانفيت لكرة السلة في الدوري التركي في موسم 2011–2012، ثم لعب مع بشكتاش لكرة السلة في موسم 2012–2013، ثم لعب مع تورك تيليكوم في الدوري التركي في موسم 2013–2014، ثم لعب مع كارشياكا في موسم 2014–2015.

## الإنجازات
- ألعاب البحر الأبيض المتوسط 2009 -  برونزية
- ألعاب البحر الأبيض المتوسط 2013 -  ذهبية

## روابط خارجية
- جمال نالجا على موقع الاتحاد الدولي لكرة السلة (الإنجليزية)
- جمال نالجا على موقع كرة السلة الأوروبية.كوم (الإنجليزية)
- جمال نالجا على موقع ريلجم (الإنجليزية)
- جمال نالجا على موقع بروبوليرز (الإنجليزية)
- جمال نالجا على موقع سبورتس رفرنس (الإنجليزية)